# Arabes des marais

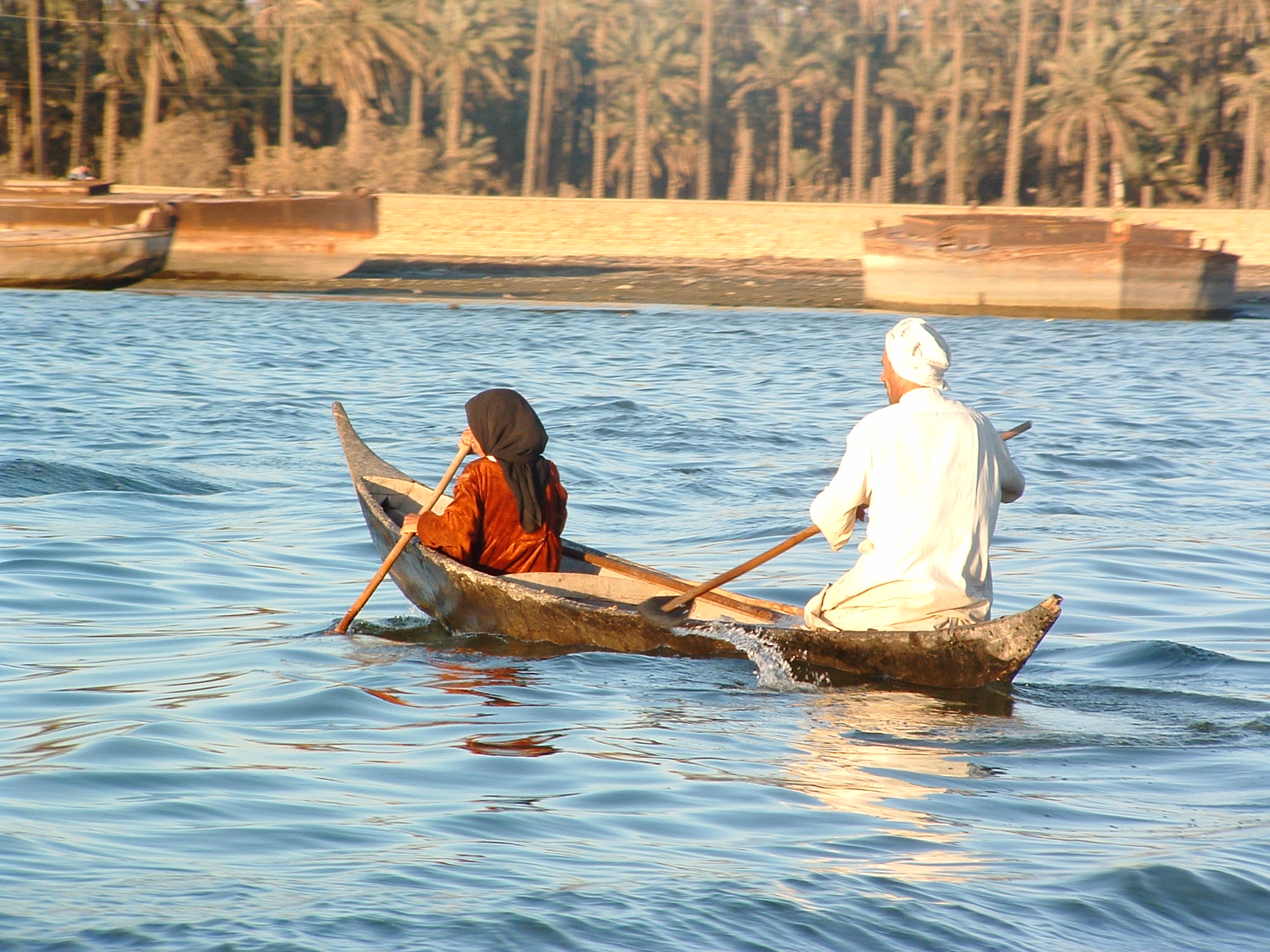
Barque sur l'Euphrate

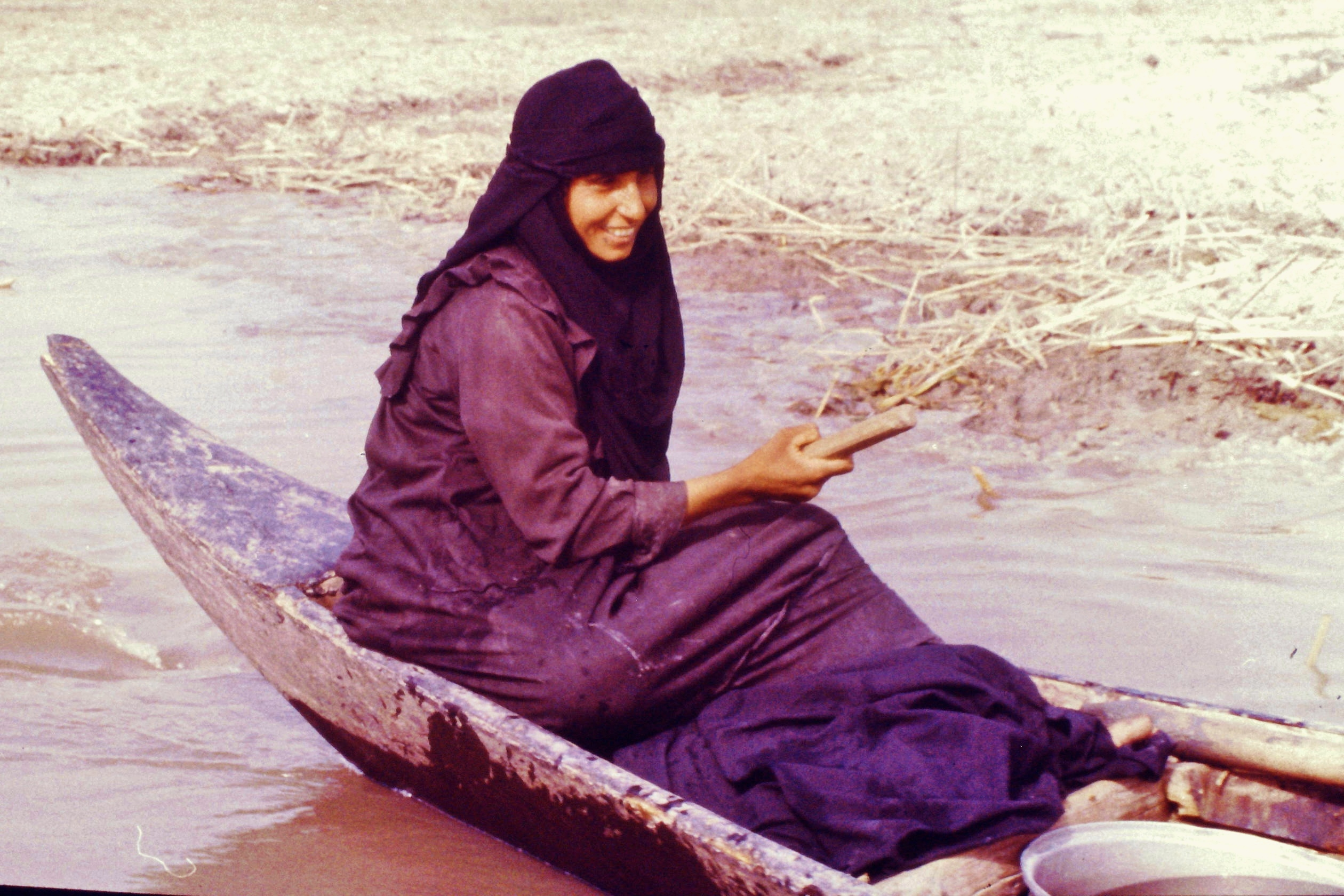
Femme en barque, près de Bassora

Les Arabes des marais (arabe : عرب الأهوار), appelés aussi Maadans ou Ma'dans (arabe : معدان), sont les habitants de la région des grands marais du delta du Tigre et de l’Euphrate, du Sud de l'Irak, région où se situait selon la légende le Jardin d’Éden biblique.
Ainsi que l’attestent des bas-reliefs sumériens, les Arabes des marais vivent de la même façon qu’il y a 5 000 ans, dans des villages lacustres formés de maisons de roseaux parsemés sur de vastes étendues d'eau.
Ils étaient plus de 250 000 à vivre dans les marais avant la guerre Iran-Irak, mais leur nombre n'a cessé de décroître depuis. Après l'échec de l'insurrection de 1991 et la décision de Saddam Hussein d'assécher les marais pour en déloger les insurgés, le nombre des habitants des marais est tombé à quelques dizaines de milliers d'individus.
Depuis 2003, les Arabes des marais ont fait sauter les digues et en partie réoccupé leur ancien territoire avec l'aide du gouvernement irakien et de l'ONU.

## Les Arabes des marais et Saddam Hussein

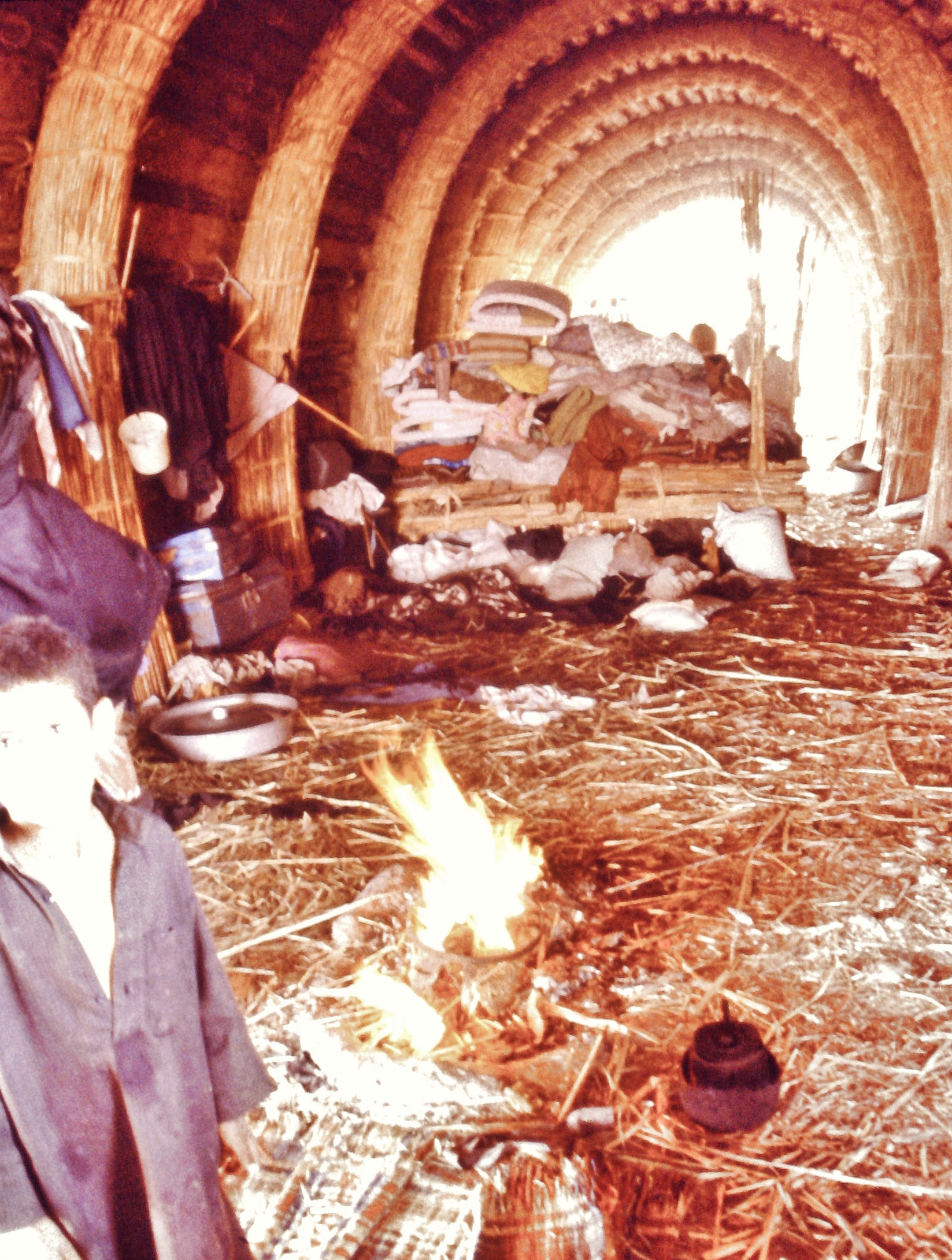
Habitat traditionnel des marais

Leur mode de vie dans les marais, où il n'y a ni eau courante ni électricité, a valu aux Arabes des marais le mépris de beaucoup de citadins irakiens, au point que le mot « Maadan » est devenu une insulte, synonyme d'arriéré, sauvage.
En plus de partager ce mépris d'ordre social à l'égard du « peuple des roseaux », Saddam Hussein leur tenait une rancune particulière du fait qu'ils avaient offert asile et aide aux déserteurs irakiens de la guerre Iran-Irak et à cause de leur participation supposée à l'insurrection de 1991.

## La restauration des marais après 2003
En 2003, profitant de l’absence de pouvoir central après la chute de Saddam Hussein, certains habitants des marais ont fait sauter les digues construites par l'ancien régime. Cette reconquête des terres humides a été soutenue par le Programme des Nations unies pour l'environnement (PNUE) en 2004. Grâce à une série d'années humides, l'écosystème est en voie de reconstitution, et la pêche et l'élevage du buffle sont redevenus viables. Une partie de la population déplacée a pu revenir sur place, beaucoup préférant cependant rester en ville. Beaucoup savent que leur seule chance de perpétuer leur culture et leur environnement réside dans une reconnaissance mondiale et, pourquoi pas, dans la création d'un Parc national naturel de Mésopotamie.

## Voir aussi

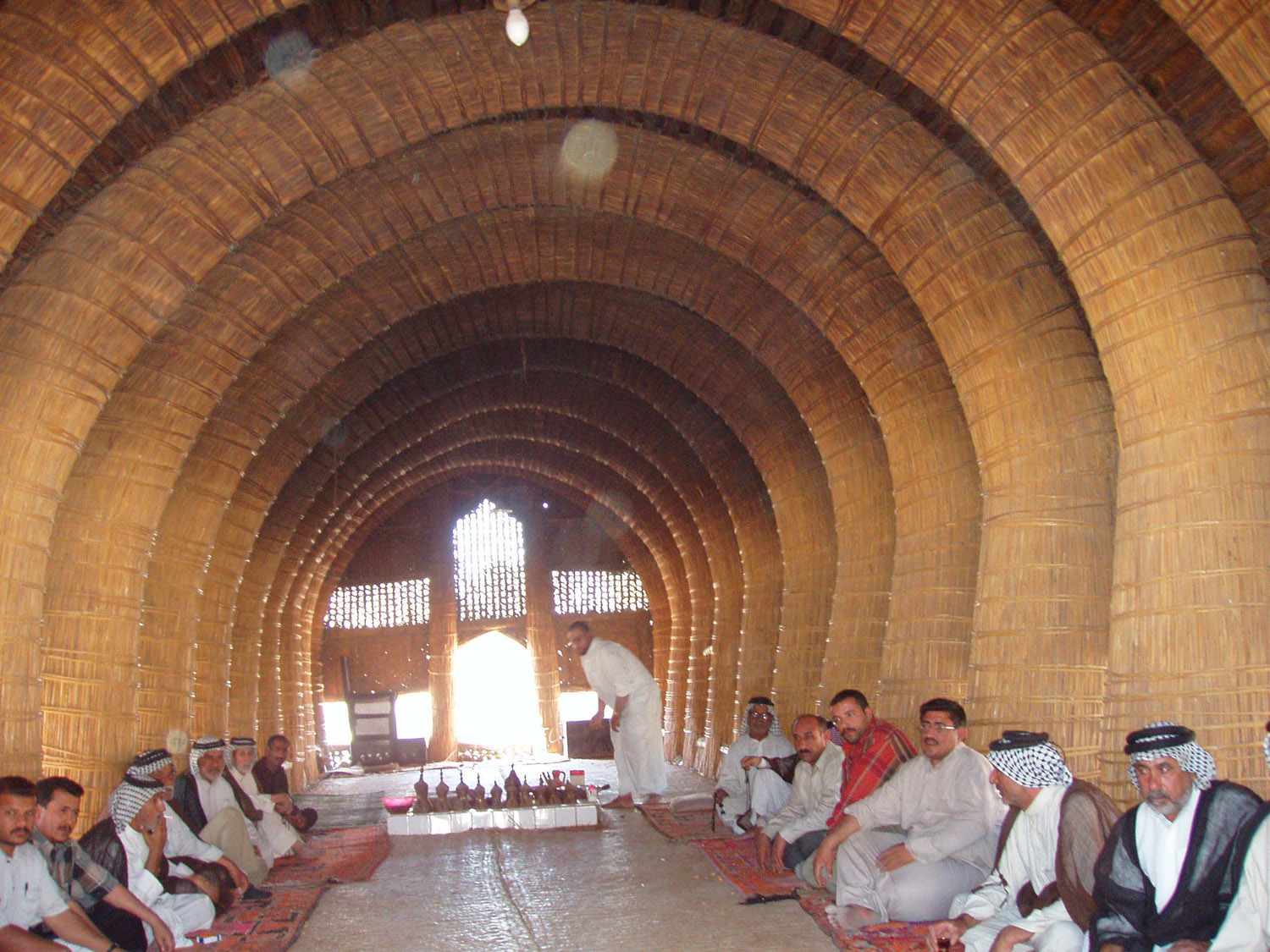
Intérieur d'un mudhif (maison commune)

## Filmographie

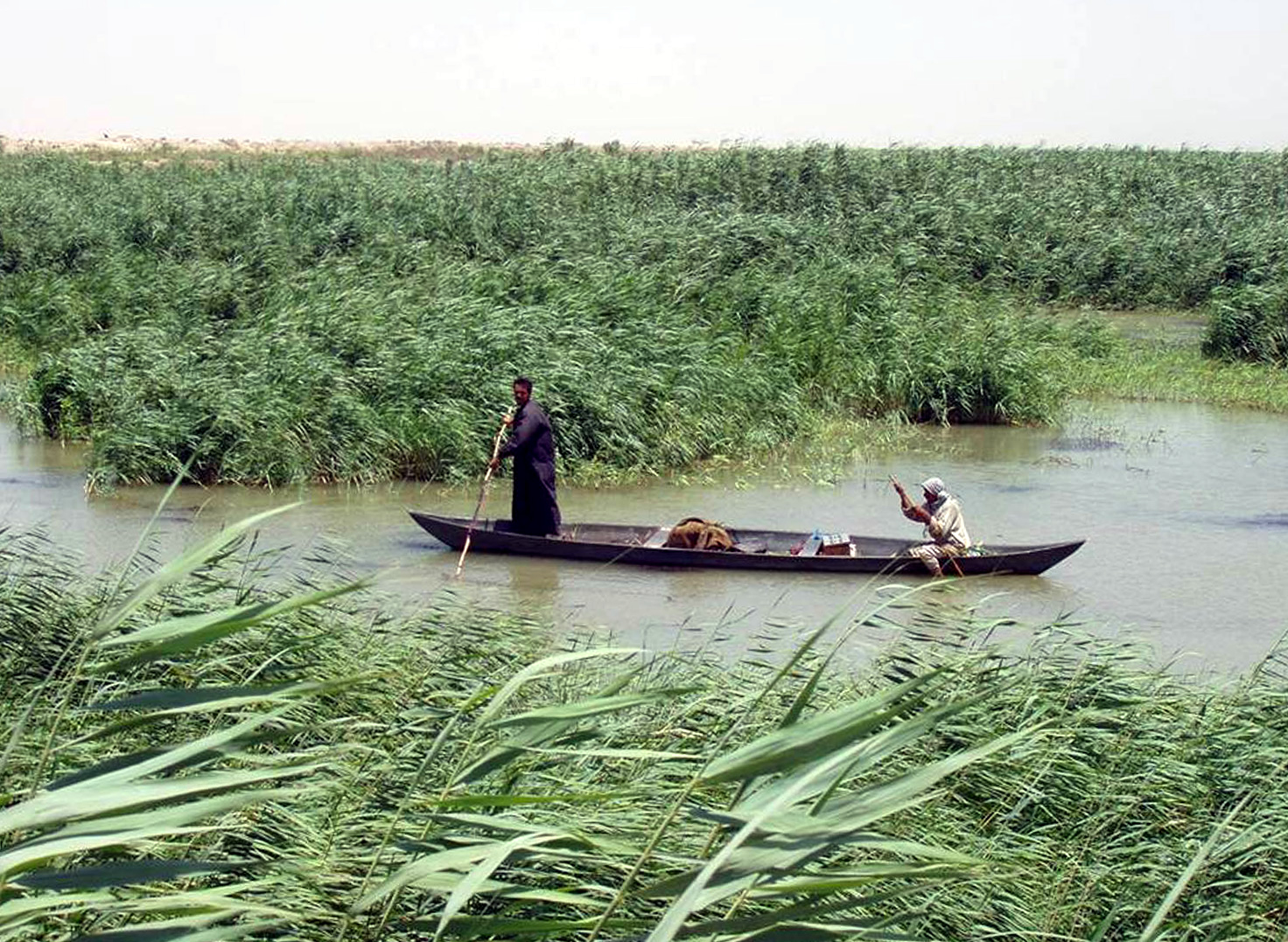
Mashoof (barque) dans les marais

- L'Aube du monde, film d’Abbas Fahdel, 2008.
- Zaman, l’homme des roseaux, film d’Amer Alwan, 2003.
- Al-Ahwar (Les marais), documentaire de Kassem Hawal, 1975.